# Синг-Синг (фильм, 2023)
«Синг-Синг» (англ. Sing Sing) — американский драматический фильм 2023 года. Сюжет основан на реально существующей программе реабилитации в тюрьме Синг-Синг, где заключённых перевоспитывают с помощью театральных постановок. Режиссёром и соавтором сценария ленты выступил Грег Куидар. Главные роли исполнили профессиональные актёры Колман Доминго и Пол Рейси, а также многие бывшие выпускники этой программы, в том числе Кларенс Маклин и Джон-Адриан Веласкес. Премьера фильма состоялась в 2023 году на Международном кинофестивале в Торонто.

## Сюжет
Фильм разворачивается вокруг программы «Реабилитация через искусство», где заключённые нью-йоркской тюрьмы Синг-Синг ставят спектакли. Закончив с очередной постановкой, труппа обсуждает набор новых актёров, и один из основателей программы, Дивайн Джи (Divine G), предлагает пригласить на прослушивание заключённого по прозвищу Дивайн Ай (Divine Eye, «Глаз Божий»). Он резкий и агрессивный человек, который, однако, любит Шекспира. Дивайн Джи и его друг-актёр Майк-Майк приглашают Дивайн Ая на репетиции. 
На следующем собрании труппы Дивайн Джи предлагает свою пьесу-драму, но Дивайн Ай выступает с предложением поставить лёгкую комедию. Участники труппы радостно подхватывают идею, набрасывают множество идей и голосуют за то, чтобы впервые поставить комедийную пьесу с ковбоями, фараонами и пиратами, которую напишет Брент. В пьесе оказывается только одна серьёзная роль — Гамлета — и Дивайн Джи к своему неудовольству обнаруживает, что Дивайн Ай также хочет её играть, а затем и получает роль.
Сперва Дивайн Ай с трудом держится на репетициях, боясь открыться и не умея искренне погружаться в актёрскую игру. Дивайн Джи помогает ему раскрепоститься во время упражнений, и постепенно новичок начинает играть лучше. Тюремная жизнь тем временем продолжает идти своим ходом, камеру Дивайн Джи регулярно переворачивают вверх дном во время обысков. Дивайн Ай периодически срывается на агрессию во время репетиций, но подготовка спектакля продолжается; Дивайн Джи учит его тому, как запоминать реплики и определять свои эмоции, чтобы верно их играть.
Дивайн Джи помогает Дивайн Аю подготовиться к собеседованию для прошения о помиловании и сообщает ему, что в его деле появился просвет: обнаружена аудиокассета, затерявшаяся среди улик, на которой записано признание другого человека о совершении убийства, за которое сидит Дивайн Джи.
В одну из ночей Майк-Майк рассказывает Дивайн Джи, что его детское имя — Мигелито, а наутро Дивайн Джи обнаруживает, что Майк-Майк умер от разрыва аневризмы. Все актёры расстроены и подавлены новостью о смерти их товарища. Во время собеседования одна из членов комиссии сообщает Дивайн Джи, что действительность аудиокассеты крайне сложно проверить, а затем ошеломляет его вопросом о том, не играет ли он перед комиссией. Он получает отказ. Прошение Дивайн Ая же одобряют.
На следующей репетиции Дивайн Джи начинает паясничать и говорит, что программа «Реабилитация через искусство» бесполезна. Он пытается подраться с Дивайн Аем, после чего уходит из труппы и изолирует себя от остальных. Через несколько дней Дивайн Ай находит слова для того, чтобы убедить Дивайн Джи вернуться. Спектакль успешно ставят в актовом зале, Дивайн Ай освобождается.
Через несколько лет Дивайн Джи получает помилование. У ворот тюрьмы его встречает Дивайн Ай, который затем увозит его в лучшую жизнь на своей новенькой машине. Фильм заканчивается видеоколлажем любительской съёмки настоящих представлений труппы тюрьмы Синг-Синг, включая комедию «Взламывая код мумии» с пиратами, ковбоями и фараонами.

## В главных ролях
- Колман Доминго — Джон «Дивайн Джи» Уитфилд[8]
- Кларенс «Дивайн Ай» Маклин — в роли самого себя[8]
- Сан-Сан-Хосе — Майк Майк[8]
- Пол Рейси — Брент Бьюэлл[8]
- Дэвид «Дэп» Жиро — в роли самого себя[8]
- Патрик «Прем» Гриффин — в роли самого себя[8]
- Джон-Адриан «Джей Джей» Веласкес[англ.] — в роли самого себя[8]
- Шон «Дино» Джонсон — в роли самого себя[8]

## Производство
В 2022 году стало известно, что Колман Доминго, Пол Рейси и Сан-Сан-Хосе будут сниматься в проекте, вдохновлённом программой реабилитации через искусство в тюрьме Синг-Синг. Сюжет был разработан Клинтом Бентли, Грегом Куидаром, Маклином и Джоном «Дивайном Джи» Уитфилдом, а сценарий написан Бентли и Куидаром. Последний также выступил режиссером фильма, в то время как Моник Уолтон присоединилась в качестве продюсера, наряду с Бентли и Куидаром. Также в проекте были задействованы реальные заключённые, бывшие выпускники программы.
По словам Маклина, он решил сыграть самого себя «из-за высокомерия», хотя первоначально режиссёр предлагал ему вымышленный образ. В обмен на определённый процент от участия в проекте, варьирующийся в зависимости от уровня общей вовлечённости в производство, все актёры и съёмочная группа согласились получать одинаковую ежедневную зарплату, что обеспечило меньший бюджет при повышенной потенциальной прибыльности. В результате спустя всего месяц после начала съемок компании A24 и Black Bear Pictures согласились полностью профинансировать проект.
Съёмки продолжались 19 дней в июле 2022 года в нескольких закрытых исправительных учреждениях. Основные съёмочные площадки размещались в выведенном из эксплуатации исправительном учреждении в северной части штата и близлежащем спортивном комплексе «Хадсон» (в них были воссозданы различные экстерьеры и интерьеры настоящей тюрьмы Синг-Синг), а также в средней школе Бикон в северной части штата Нью-Йорк, где снимались театральные постановки заключённых. Оператор Пэт Скола снял фильм на 16-миллиметровую пленку, «так как пейзажем в нашей истории было человеческое лицо, часто с очень интимными крупными планами». Он также отмечал: «Когда мы осматривали исправительное учреждение, меня одновременно поразило и резануло по сердцу количество окон и проникающий сквозь них естественный дневной свет. За тюремными стенами и колючей проволокой вдалеке можно увидеть деревья и перелески. Этот элемент трагизма — то, что вы можете смотреть на мир снаружи, но не можете пойти и прикоснуться к нему, то, что в этом место на самом деле светлое и тёплое, а не тускло освещённое флуоресцентными лампами, — было для меня действительно поразительной вещью. Поэтому мы приняли решение позволить пространствам освещаться естественным образом».
Для продвижения фильма A24 организовали бесплатные показы при участии Коммона, Стефани Сью, Лайзы Коши, Наташи Лионн, Бетт Мидлер, Габриэль Юнион и команды Бруклин Нетс в кинотеатрах AMC с 22 по 28 августа. По мнению Variety, хотя «A24 стремится позиционировать „Синг-Синг“ как одного из основных претендентов на „Оскара“ … промо-кампания фильма ориентирована исключительно на простого зрителя, в отличие от конкурентов, созданных под выборщиков».

## Отзывы
Фильм получил восторженный приём. На сайте-агрегаторе рецензий Rotten Tomatoes он имеет рейтинг 97 % из 100 на основе 199 отзывов, со средней оценкой 8,6/10. Консенсус сайта гласит: «„Синг-Синг“ — трогательное торжество искупительной силы искусства. Основной эмоциональный отклик картины создаёт Колман Доминго, играющий как никогда лучше, а также не менее впечатляющий остальной актёрский состав ленты». Рейтинг фильма на сайте Metacritic составляет 84 балла из 100, на основе 41 рецензий, что приравнивается к статусу «всеобщее признание». Питер Трэверс из ABC News назвал актёрскую игру Доминго «просто потрясающей» и высоко оценил фильм в своей рецензии, написав: «„Синг-Синг“ — один из лучших и сильнейших фильмов, которые вы увидите в этом году. Несмотря на мрачный антураж, он полон торжества человеческого духа». Обозреватель Chicago Sun-Times Ричард Роупер назвал фильм «проникновенным, [а актёрскую игру] блестящей», особо отметив «достойный награды» перформанс Колмана Доминго. Фильм «запомнят за удивительную, многослойную, сложную и блестящую игру Доминго и всего остального актёрского ансамбля» — заключил он.
В конце 2024 года Колман Доминго и Кларенс Маклин стали лауреатами премии Gotham Awards за «Лучшую мужскую роль» и «Лучшую мужскую роль второго плана» соответственно.